# William Pastore
William M. Pastore (* um 1949) war vom 9. Oktober 2006 bis April 2007  Chief Executive Officer der Monster Worldwide, Inc.
Er studierte an der Long Island University, wo er seinen MBA mit den Schwerpunkten Marketing und Finanzwirtschaft erwarb.
Am Beginn der Berufslaufbahn von William Pastore standen fast 25 Jahre Berufspraxis bei der Citibank.
Im Dezember 1995 wurde er Senior Vice President bei CIGNA HealthCare und ab Januar 1999 bis zum Mai 2002 war er als Präsident des Unternehmens tätig. 
Im September 2002 war Pastore als Berater für Monster tätig. Ab Oktober war er fest bei dem Unternehmen beschäftigt. Zu seinen Tätigkeitsbereichen gehörten die Aktivitäten in Nordamerika, Asien sowie Europa. Nachdem Andrew McKelvey als CEO von Monster Worldwide auf Grund von Problemen im Aktienoptionsprogramm des Unternehmens zurückgetreten war, folgte Pastore ihm im Oktober 2006. Am 12. April 2007 teilte das Unternehmen den sofortigen Rücktritt von Pastore als CEO mit. Um seinem Nachfolger Sal Iannuzzi eine ausreichende Einarbeitung in die Position zu ermöglichen, sollte Pastore bis Juli aber im Unternehmen bleiben.